# Perivale (metropolitana di Londra)
Perivale è una stazione della metropolitana di Londra situata sulla linea Central.

## Storia
Nei pressi dell'attuale stazione, la Great Western Railway ha aperto nel 1904 un punto di arresto del treno denominato Perivale Halt, lungo la linea New North Main Line verso High Wycombe. Il Perivale Halt è stato chiuso nel 1947, sostituito dalla stazione di Perivale sull'estensione della linea Central da North Acton nell'ambito del New Works Programme.

Il progetto originale della stazione è dell'architetto Brian Lewis e risale al 1938 ma, per ritardi dovuti alla seconda guerra mondiale la stazione è stata completata nel 1947. L'edificio è stato in seguito modificato dall'architetto Frederick Francis Charles Curtis.

A luglio 2011 l'edificio della stazione è diventato un monumento classificato di grado II, al pari di altre stazioni della metropolitana di Londra.

## Strutture e impianti
La stazione rientra nella Travelcard Zone 4.

## Interscambi
Nelle vicinante della stazione effettuano fermata alcune linee automobilistiche di superficie urbane, gestite da London Buses.
- Fermata autobus

## Galleria d'immagini

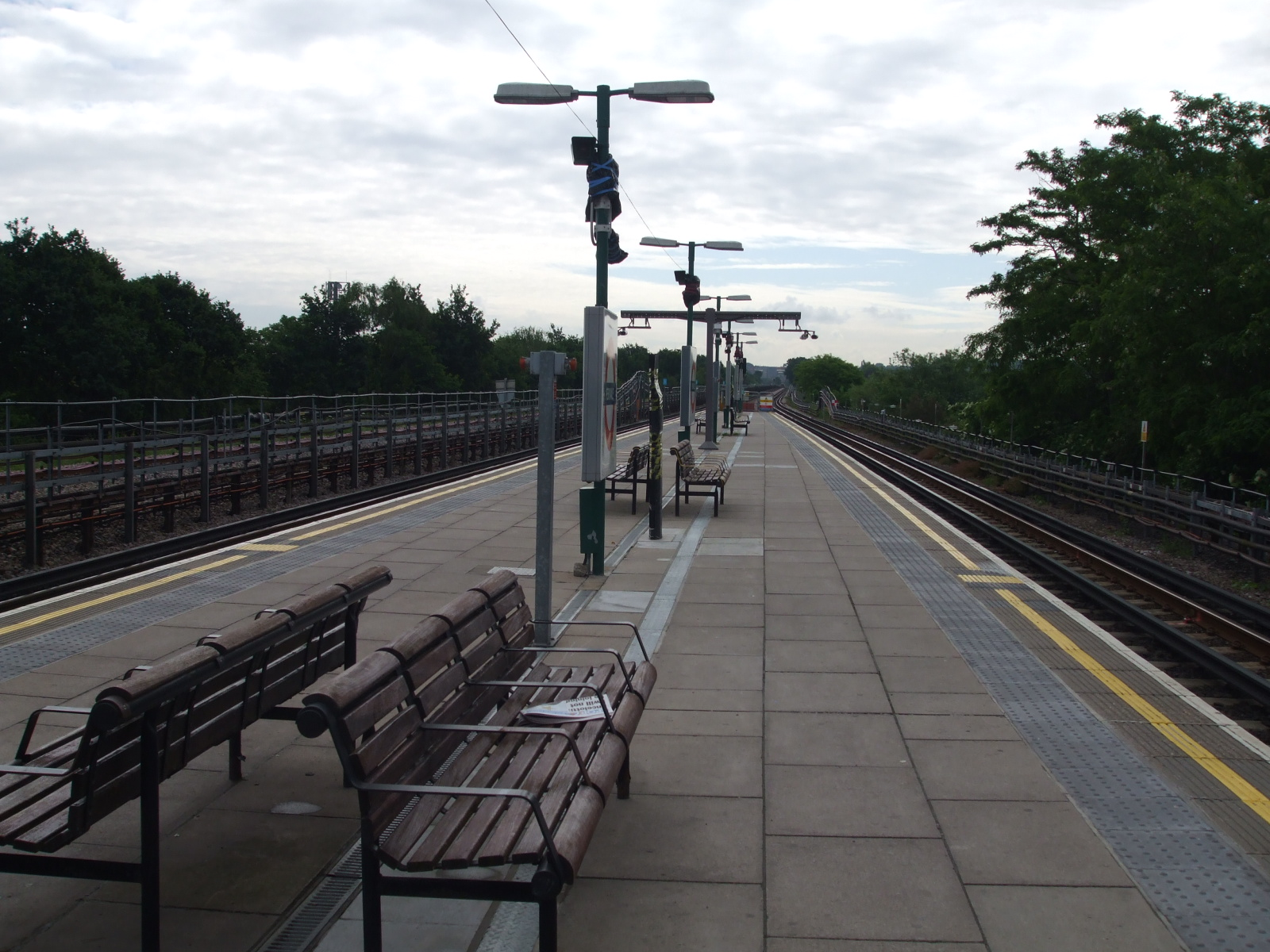
Il binario est
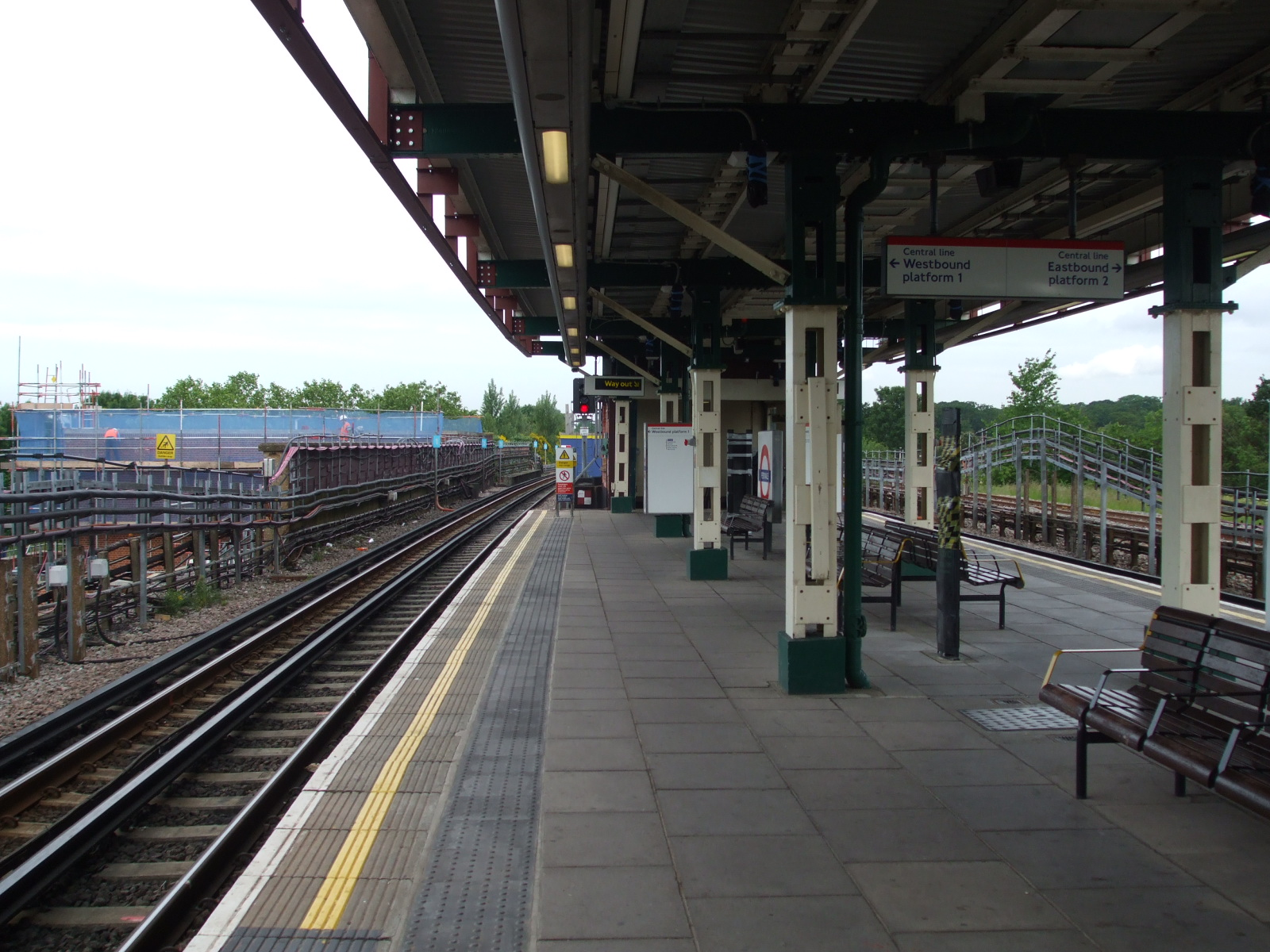
Il binario ovest
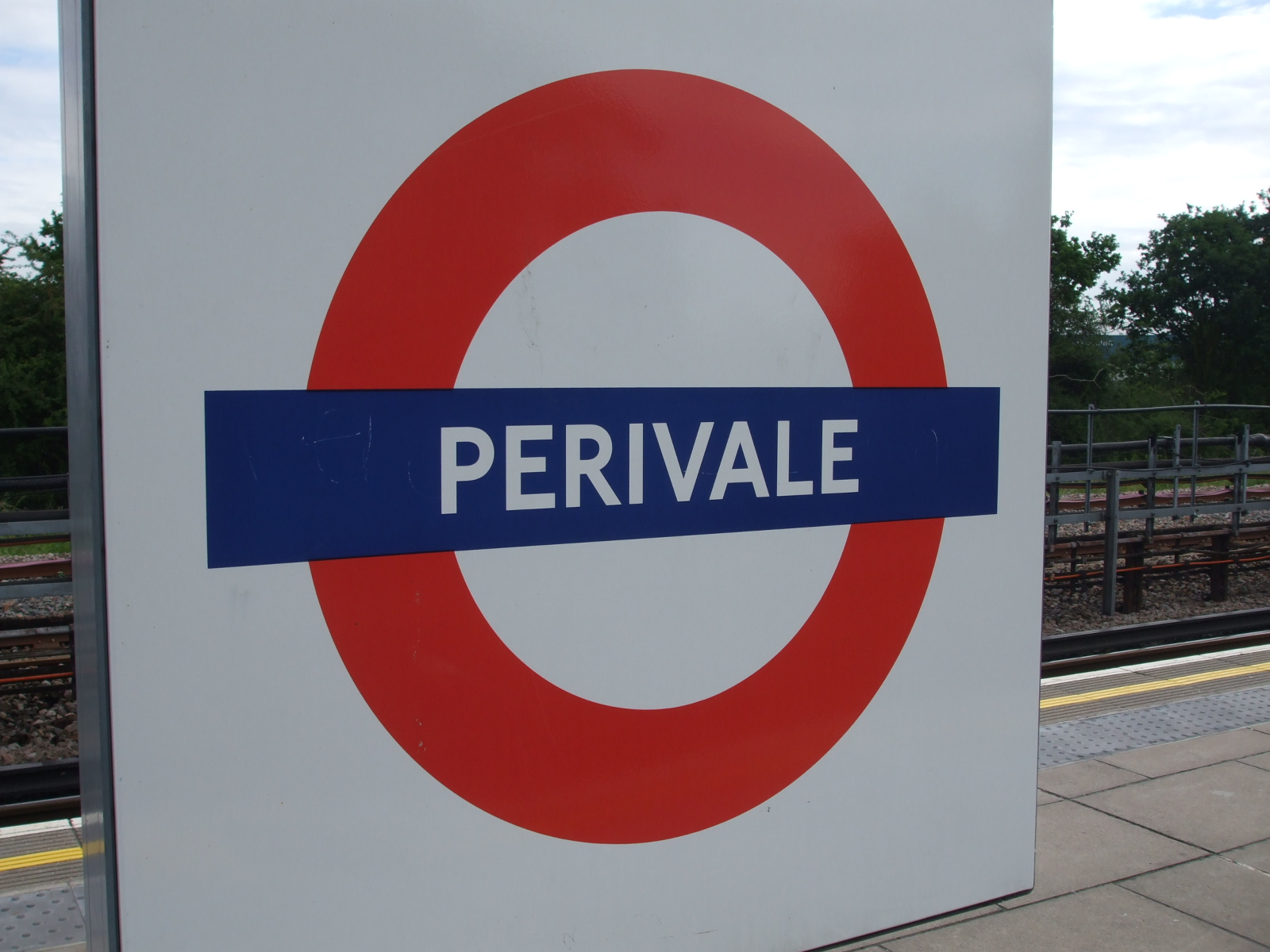
L'insegna della stazione del London Underground